# シュルツ・ハーディの法則
シュルツ・ハーディの法則（シュルツ・ハーディのほうそく、Schulze–Hardy rule）とは、負に帯電している疎水コロイドの凝析における凝析価と、その際に使用する電解質の陽イオン価数との関係を表した経験則である。後にデリャーギン・ランダウ・フェルウェー・オーバービーク理論 (DLVO理論) により理論的支持を得た。

## 法則の概要
コロイド粒子は表面電荷による静電反発力によって水中では分散しているが、コロイド帯電電荷と反対電荷を持つ電解質の添加により表面電荷の中和が起こり遂にはコロイドは沈殿する。この時凝析価は一価の陽イオンを基準にして、イオン価数の6乗に反比例する。これをシュルツ・ハーディの法則という。

## 凝析と中和の関係
シュルツ・ハーディの法則は凝析が単に疎水コロイドの電荷の中和による静電反発力の喪失から起こる訳ではないということを示唆している。これは凝析の原因が中和であるのならば、通常凝析価がイオン価数に反比例すると考えられるからである。
後にこの問題はデリャーギン・ランダウ・フェルウェー・オーバービーク理論により解決された。帯電しているコロイド粒子の周りにはそれと反対電荷を持つイオンが引き寄せられ電気二重層を形成する。コロイド粒子の表面電荷と反対電荷を持つ電解質を加える前は電気二重層が広がっておりコロイド粒子は静電反発力によりファン・デル・ワールス力の働く区域に接近できないため凝析を引き起こさない。しかし、電解質の添加によりコロイド粒子周辺の反対電荷はコロイド粒子に接近し電気二重層が狭まる。この効果は、コロイド帯電電荷の反対電荷且つイオンの価数が大きいほど大きくなる。
従って、コロイドの凝析は電気二重層の厚さの減少に伴いブラウン運動の際により接近し、コロイド粒子間のファン・デル・ワールス力の影響を受け起こるものと考えられている。